# Aleksandra Skowronek
Aleksandra Maria Skowronek z domu Brzęk (ur. 20 lutego 1966 w Tarnowskich Górach) – polska samorządowiec i urzędniczka, w latach 2005–2010 i od 2022 wiceprezydent Rudy Śląskiej, w latach 2010–2014 wiceprezydent Świętochłowic, w latach 2014–2017 wicemarszałek województwa śląskiego, była wiceprezes Funduszu Górnośląskiego.

## Życiorys
Absolwentka Wydziału Prawa i Administracji Uniwersytetu Śląskiego. Następnie ukończyła studia podyplomowe na Akademii Ekonomicznej im. Karola Adamieckiego w Katowicach ze specjalizacją zarządzanie zasobami ludzkimi oraz w Akademii Liderów Samorządowych Wyższej Szkoły Bankowej w Poznaniu.
W latach 1992–2005 pełniła funkcję naczelnika w Wydziale Zdrowia Urzędu Miejskiego w Rudzie Śląskiej. W 2005 została mianowana wiceprezydentem Rudy Śląskiej, a następnie w latach 2010–2014 wiceprezydentem Świętochłowic. Następnie od 10 marca do 1 grudnia 2014 pełniła funkcję wicemarszałka województwa. Tożsamą funkcję pełniła także w kolejnym zarządzie województwa od grudnia 2014 do marca 2017. Była członkiem Platformy Obywatelskiej. W październiku 2020 zrezygnowała z członkostwa w partii po zawieszeniu jej przez zarząd regionu i rozwiązaniu koła PO w Rudzie Śląskiej, którego była przewodniczącą.
W 2018 była kandydatką Koalicji Obywatelskiej na prezydenta Rudy Śląskiej, nieznacznie przegrywając walkę o II turę. Uzyskała natomiast mandat radnej miasta. Od 2018 do 2022 była przewodniczącą Rady Miasta Ruda Śląska. W 2022 została powołana na stanowisko zastępcy prezydenta miasta ds. zagospodarowania przestrzennego. 